# Victoria Justice
Victoria Dawn Justice (Hollywood, Florida, 19 de febrero de 1993) es una actriz, cantante y compositora estadounidense. 
Trabajó para Nickelodeon en la década de 2000, interpretando a Lola Martínez en Zoey 101 (2005-2008) y más tarde como Tori Vega en Victorious (2010-2013). También ha aparecido en las películas The Boy Who Cried Werewolf (2010), Fun Size (2012), The First Time (2012) y Naomi and Ely's No Kiss List (2015). En 2015, protagonizó el papel principal de Lindy Sampson en la serie de televisión de MTV Eye Candy. 
En la música, Justice también ha grabado varias canciones para las bandas sonoras de sus proyectos de actuación, incluyendo Victorious y el musical de Nickelodeon Spectacular! (2009).

## Primeros años
Victoria Dawn Justice nació el 19 de febrero de 1993 en Hollywood, Florida, Estados Unidos. Es hija de Zack y Serene Justice. Su padre es de origen inglés, alemán e irlandés, mientras que su madre, originaria del Bronx, tiene ascendencia puertorriqueña.
Ella tiene una media hermana menor llamada Madison Grace Reed. Ella y su familia se mudaron a Los Ángeles, California en 2003. Mientras filmaba Victorious, asistió a la Cleveland High School ubicada en Los Ángeles antes de completar su diploma a través de un programa escolar en su hogar.
En 2013, vivía con sus padres en una casa de Encino Hills, California que compró.

## Carrera actoral

### 2003-2009: Comienzos de carrera

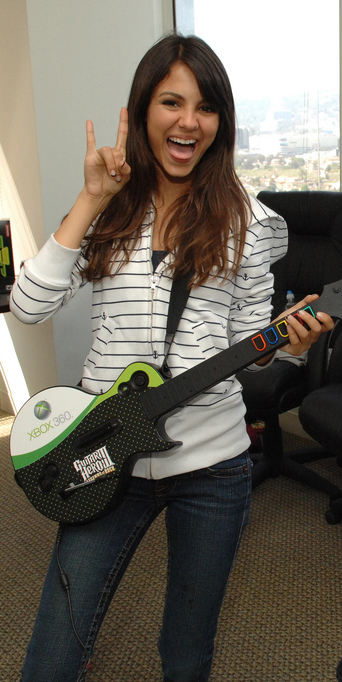
Justice en 2008.

Comenzó su carrera como actriz cuando tenía 10 años, cuando hizo una aparición como invitada en el episodio de Gilmore Girls en el episodio The Hobbit, the Sofa and Digger Stiles, interpretó a Jill No. 2. Después de su aparición en la serie, su familia se trasladó a Los Ángeles, cuando dijo que deseaba una carrera en la actuación. Al año siguiente, protagonizó el segundo episodio de la serie de Disney Channel The Suite Life of Zack & Cody, en el cual ella hizo el papel de una concursante joven llamada Rebecca. Más tarde, fue elegida con un papel en el thriller de drama de 2005 Mary. Retrató el papel de Stella, una chica joven que comienza a ver visiones de María Magdalena. La película debutó en el Festival Internacional de Cine de Venecia (2005), antes de ser mostrada en varios otros festivales, incluyendo el Festival Internacional de Cine de Toronto, Festival de cine estadounidense de Deauville y el Festival Internacional de Cine de San Sebastián (2005). Durante el mismo año, se le concedió un papel principal en la serie de Nickelodeon, Zoey
101, como Lola Martínez, una nueva estudiante que también era aspirante a actriz. Cuando se enteró de que se había ganado el papel, dijo: «Estaba muy feliz, estaba pegando saltos y gritando. Ese fue un gran momento». El episodio de la segunda temporada que introdujo el personaje de Justice debutó el 11 de septiembre de 2005. También tuvo papeles en otras dos películas ese año. Apareció en la película When Do We Eat? y ganó papel de Rose en la película de televisión Hallmark y en la otra película de televisión Silver Bells, El siguiente de que se ha convertido en un Hallmark Hall of Fame.
En 2006, durante los episodios de rodaje de Zoey 101, apareció en un episodio de la serie Everwood en el episodio «Enjoy the Ride». Hizo su debut cinematográfico ese año, cuando le dieron un cameo en la película Unknown. La película fue un fracaso financiero, y recibió críticas variadas de los críticos. También en 2006, interpretó el papel secundario de Holly en la película de suspenso The Garden. La película fue recibida negativamente por los críticos. Se centró en las tercera y cuarta temporada de Zoey 101 en 2007 y 2008. El 2 de mayo de 2008, se emitió el episodio final de la serie Zoey 101.
En 2009, anunció sus planes de convertirse en estrella invitada en un episodio de la serie de Nickelodeon The Naked Brothers Band. Participó en el especial de la TV Valentine Dream Date como ella misma. No pensaba volver al estudio de grabación hasta 2009, cuando antagonizó el musical de Nickelodeon Spectacular!. Su personaje interpreta tres canciones durante la película. Protagonizó junto a Nolan Gerard Funk y Simon Curtis en la película musical, que se emitió en Nickelodeon el 16 de febrero de 2009. La película se ha convertido en una de las más populares de Nickelodeon, atrayendo a una audiencia de 3,7 millones en su noche de estreno. Recibió críticas generalmente positivas, con una tasa de aprobación del 76% en Rotten Tomatoes a partir de 2011.
Después del éxito del especial de The Naked Brothers Band, apareció en otro episodio, The Premiere, el 11 de abril de 2009. Posteriormente apareció en episodios de iCarly, True Jackson, VP y The Troop, y en el programa BrainSurge. Anunció en 2009 que estaría trabajando en una película de suspenso, puesta en escena para su estreno en salas. Más tarde se anunció que la película contaría con Dylan Sprouse y Cole Sprouse. A diferencia de los planes iniciales de una versión en salas, la película tenía una versión preliminar limitada el 12 de diciembre de 2009, y fue devuelta a la posproducción. A pesar de esto, se canceló el lanzamiento de la película en todo el mundo.

### 2010-2013:Victorious
Contó que había recibido una oferta para realizar su propio programa musical en Nickelodeon llamado Victorious, explicando la génesis de la demostración así: «Estaba en Zoey 101. Tenía 12 años, Dan Schneider me lanzó como un nuevo personaje, Lola Martinez. A partir de ahí, trabajé con él durante tres años, en tres temporadas de Zoey 101. Y después de eso, Dan se enteró de que yo también podría cantar y bailar, así como actuar, por lo que pensó que sería genial para crear un espectáculo para mí en Nickelodeon, llamado Victorious». El episodio piloto de la serie, que se presentó como un especial para la serie, debutó el 27 de marzo de 2010, y tuvo 5,7 millones de espectadores, lo que lo convierte en el segundo mejor estreno nominal de una serie de imagen real de Nickelodeon. La emisión original de este episodio, que se llevó a cabo justo después de los premios Kids' Choice Awards 2010, era un corte extendido; todas las aperturas posteriores tuvieron varias escenas y líneas eliminadas para ajustarse a su intervalo de tiempo.
Más tarde fue invitada en la serie animada Los pingüinos de Madagascar, doblando a Stacy en el episodio «Badger Pride». Protagonizó la película de televisión de Nickelodeon de 2010 La Mansión Wolfsberg, interpretando a Jordan Sands, una chica que se transforma en mujer lobo después de mudarse a un espeluznante pueblo. La película fue un gran éxito para la red, atrayendo a 5,8 millones de espectadores para el estreno, y recibió críticas generalmente positivas de los críticos. La película tiene actualmente una tasa de aprobación del 69% en Rotten Tomatoes basado en 24 revisiones. En 2011, el elenco de iCarly, junto con el elenco de Victorious protagonizó un episodio crossover, titulado iParty with Victorious. Esto marcó la segunda vez que ha sido estrella invitada de iCarly, primero como Shelby Marx. Victorious terminó el 2 de febrero de 2013 llegando a los 60 episodios, sin tener un final oficial.
Desempeñó el papel principal en la comedia Fun Size, publicada el 26 de octubre de 2012. La película también tuvo como estrellas a Johnny Knoxville, Chelsea Handler y Josh Pence. El 11 de octubre de 2013, se anunció que estaba reparto como Lindy Sampson en la serie de televisión de MTV Eye Candy, un thriller cibernético basado en la novela de RL Stine. La serie fue cancelada después de una temporada, siendo un completo fracaso.

### 2014-presente: actuación
El 11 de octubre de 2013, se anunció que fue elegida como Lindy Sampson para la película Eye Candy de MTV, un thriller cibernético basado en la novela de R. L. Stine. La película tuvo su estreno mundial en el Festival de Cine Outfest el 17 de julio de 2015. Más tarde se estrenó el 18 de septiembre de 2015 a través de vídeo bajo demanda. También compitió contra Gregg Sulkin en un episodio de Lip Sync Battle que se emitió el 30 de julio de 2015, interpretando «Total Eclipse of the Heart» de Bonnie Tyler y «Hot in Herre» de Nelly
El 20 de octubre de 2016, interpretó a Janet Weiss, uno de los papeles principales en The Rocky Horror Picture Show: Let's Do the Time Warp Again. Protagonizada por un elenco liderado por Laverne Cox, la película se estrenó en la cadena Fox. Es un homenaje a la película clásica de culto homónima de 1975 y dirigida por Kenny Ortega, utilizando el guion original escrito por Richard O'Brien y Jim Sharman. También apareció en The Outcasts como Jodie. La película se estrenó el 14 de abril de 2017. En 2018, interpretó a Hayley Wilson en la serie Queen America, que fue transmitida a través de 
En 2020, fue anfitriona de los Kids 'Choice Awards 2020 tras la decisión de Nickelodeon de organizar el evento de forma virtual debido a la pandemia de COVID-19. En julio de 2020, anunció que ahora era miembro de The Recording Academy.
El 2 de septiembre de 2021 se estrenó en Netflix La Fiesta del Más Allá (Afterlife of the Party), en la que interpretó el papel protagonista junto a Midora Fencis y Robyn Scott.

## Carrera musical
Lanzó su sencillo a mediados de 2007, cuando aún estaba rodando Zoey 101. La canción era una versión de «A Thousand Miles», de Vanessa Carlton. Volvió al estudio de grabación para grabar la música para la serie en 2010. Ella grabó la primera canción de la serie, que también sirve como el tema principal de la misma, titulada «Make It Shine». Varias otras canciones han sido presentadas en la serie, incluyendo «You're the Reason», «Beggin' on Your Knees» y «Best Friend's Brother». Grabó su primer sencillo oficial, «Freak the Freak Out», durante el episodio de Victorious que llevó el mismo nombre.
En una entrevista de 2010 con Associated Press, declaró estar grabando un álbum, pero que se tomaría su tiempo en vez de precipitarlo, y escribir las canciones del álbum. Lanzó en iTunes una canción de Victorious llamada «Countdown», el 18 de febrero de 2012. Fue co-grabado con su coestrella Leon Thomas III. El siguiente sencillo que lanzó fue el martes 28 de febrero de 2012, con «Take a Hint» que fue lanzado a iTunes el 3 de marzo de 2012. Este fue su primer dúo de Victorious con su coestrella Elizabeth Gillies. En octubre de 2012, reveló que lanzaría su álbum debut en 2013 y adelantó que «va a ser pop».
Su primer sencillo como solista, «Gold» fue lanzado el 18 de junio de 2013. El sencillo también tiene una cara B titulada «Shake». Originalmente, se esperaba que su álbum debut se publicase en 2014. Sin embargo, en agosto de ese año, Billboard reveló que había dejado Columbia Records y estaba grabando música nueva para ser lanzada «en algún momento del próximo año». Se estrenaron dos canciones en su canal de YouTube, «Caught Up in You» y «Girl Up». Girl Up fue escrita por ella junto a Toby Gad para el movimiento del mismo nombre, que ayuda a niñas en países en vías de desarrollo.
El 11 de diciembre de 2020, después de 7 años de ausencia de la música, lanzó su sencillo «Treat Myself», canción de la que se lanzó un video musical. A este le siguió un sencillo titulado «Stay», lanzado el 12 de febrero de 2021.
En mayo del mismo año, Justice anunció el lanzamiento de su próximo sencillo titulado «Too F*ckin Nice». El 19 de febrero de 2023 lanzó el sencillo «Last Man Standing», el 11 de agosto de 2023 Lanza «Only A Stranger». El 3 de noviembre lanza un cover «Big Girls Don't Cry» producido por Toby Gad. Toby Gad se vuelve Manager de Justice. En 2024 con ayuda de Gad lanzan «Tripped» en febrero 13, «RAW» fue lanzada en abril 19.

## Filmografía
| Año  | Título                         | Personaje     | Observaciones                            |
| ---- | ------------------------------ | ------------- | ---------------------------------------- |
| 2005 | Mary                           | Stella        | Cortometraje                             |
| 2005 | When Do We Eat?                | Nikky (joven) |                                          |
| 2006 | The Garden                     | Holly         |                                          |
| 2006 | Unknown                        | Hija          |                                          |
| 2008 | The Kings of Appletown         | Betsy         |                                          |
| 2012 | The First Time                 | Jane Harmon   |                                          |
| 2012 | Fun Size                       | Wren DeSantis | Protagonista, película de TV Nickelodeon |
| 2013 | Jungle Master                  | Rainie        | Voz (doblada al inglés)                  |
| 2014 | Snow White and the Seven Thugs | Snow White    | Cortometraje                             |
| 2015 | Naomi and Ely's No Kiss List   | Naomi         | Película de Netflix                      |
| 2015 | Get Squirrely                  | Lola          | Voz                                      |
| 2017 | The Outcasts                   | Jodi Watson   |                                          |
| 2018 | Bigger                         | Kathy Weider  |                                          |
| 2019 | Summer Night                   | Harmony James |                                          |
| 2021 | Trust                          | Brooke        | Protagonista, película                   |
| 2021 | Afterlife of the Party         | Cassie García | Protagonista, película de TV Netflix     |
| 2022 | A Perfect Pairing              | Lola Álvarez  | Protagonista, película de TV Netflix     |
| 2023 | The Tutor                      | Annie         | Protagonista, película                   |
| 2024 | Depravity                      | Grace Shaw    |                                          |
| 2025 | California King                | Lynette       |                                          |

| Año       | Título                                                      | Personaje        | Observaciones                                       |
| --------- | ----------------------------------------------------------- | ---------------- | --------------------------------------------------- |
| 2003      | Gilmore Girls                                               | Jill #2          | Episodio: «The Hobbit, the Sofa, and Digger Stiles» |
| 2005      | The Suite Life of Zack & Cody                               | Rebecca          | Episodio: «The Fairest of Them All»                 |
| 2005-2008 | Zoey 101                                                    | Lola Martínez    | Elenco principal, serie de TV Nickelodeon           |
| 2005      | Silver Bells                                                | Rose             | Película de televisión                              |
| 2006      | Everwood                                                    | Thalia Thompson  | Episodio: «Enjoy the Ride»                          |
| 2009      | The Naked Brothers Band                                     | Ella misma       | 2 episodios                                         |
| 2009      | Spectacular!                                                | Tammi Dyson      | Elenco principal, película de TV Nickelodeon        |
| 2009      | iCarly                                                      | Shelby Marx      | Episodio: «Fight Shelby Marx»                       |
| 2009      | True Jackson, VP                                            | Vivian           | Episodio: «True Crush»                              |
| 2010      | The Troop                                                   | Eris Fairy       | Episodio: «Speed»                                   |
| 2010      | The Boy Who Cried Werewolf                                  | Jordan Sands     | Protagonista, película de TV Nickelodeon            |
| 2010-2013 | Victorious                                                  | Tori Vega        | Protagonista; serie de TV Nickelodeon               |
| 2010-2015 | The Penguins of Madagascar                                  | Stacy (voz)      | Invitada 2 episodios, serie de TV Nickelodeon       |
| 2011      | iParty with Victorious                                      | Tori Vega        | Crossover con iCarly                                |
| 2013      | Big Time Rush                                               | Ella misma       | Episodio: «Big Time Tour Bus»                       |
| 2015      | Eye Candy                                                   | Lindy Sampson    | Protagonista, serie de TV MTV                       |
| 2015      | Undateable                                                  | Amanda           | 2 episodios                                         |
| 2015      | Lip Sync Battle                                             | Ella misma       | Episodio: «Gregg Sulkin vs. Victoria Justice»       |
| 2016      | Cooper Barrett's Guide to Surviving Life                    | Ramona Miller    | 2 episodios                                         |
| 2016      | The Rocky Horror Picture Show: Let's Do the Time Warp Again | Janet Weiss      | Protagonista; Película de televisión de FOX         |
| 2017      | Man with a Plan                                             | Sophia           | Episodio: «The Silver Fox»                          |
| 2017      | Impractical Jokers                                          | Ella misma       | Invitada especial                                   |
| 2018      | American Housewife                                          | Harper           | Episodio: «Trophy Wife»                             |
| 2018      | Queen America                                               | Hayley Wilson    | Personaje recurrente; serie de Facebook Watch       |
| 2018      | Robot Chicken                                               | Estudiante (voz) | Episodio: «Factory Where Nuts Are Handled»          |
| 2020      | 50 States of Fright                                         | Logan            | 3 episodios                                         |
| 2020      | The Real Bros of Simi Valley                                | Courtney Ingles  | 4 episodios                                         |
| 2025      | Suits: LA                                                   | Dylan Pryor      | Personaje recurrente                                |

## Giras
Promocionales
- Make It in America Tour (2012)
- Summer Break Tour (2013) (con Big Time Rush)

## Premios y nominaciones
| Año  | Premiación                   | Categoría                                                                                        | Trabajo                             | Resultado | Ref.          |
| ---- | ---------------------------- | ------------------------------------------------------------------------------------------------ | ----------------------------------- | --------- | ------------- |
| 2006 | Young Artist Awards          | «Mejor elenco joven en una serie de televisión (Comedia o drama)»                                | Zoey 101 (compartido con el elenco) | Ganadores | [ 47 ]        |
| 2007 | Young Artist Awards          | «Mejor elenco joven en una serie de televisión (Comedia o drama)»                                | Zoey 101 (compartido con el elenco) | Ganadores | [ 48 ]        |
| 2007 | Young Artist Awards          | «Mejor actuación en una serie de televisión (Comedia o drama) - Actriz joven de reparto»         | Zoey 101                            | Nominada  | [ 48 ]        |
| 2008 | Young Artist Awards          | «Mejor elenco joven en una serie de televisión»                                                  | Zoey 101 (compartido con el elenco) | Nominada  | [ 49 ]        |
| 2010 | Teen Choice Awards           | «Mejor sonrisa»                                                                                  | Ella misma                          | Nominada  | [ 50 ] [ 51 ] |
| 2010 | Hollywood Teen TV Awards     | «Mejor actriz adolescente: Comedia»                                                              | Victorious                          | Nominada  | [ 52 ]        |
| 2010 | Hollywood Teen TV Awards     | «Mejor adolescente femenina: Atractiva»                                                          | Ella misma                          | Nominada  | [ 52 ]        |
| 2011 | Young Artist Awards          | «Mejor actuación en una película de televisión, miniserie o especial - Actriz joven protagónica» | The Boy Who Cried Werewolf          | Nominada  | [ 53 ]        |
| 2011 | Kids Choice Awards           | «Actriz de televisión favorita»                                                                  | Victorious                          | Nominada  | [ 54 ]        |
| 2011 | Kids Choice Awards Australia | «Premio Super Fresh»                                                                             | Ella misma                          | Nominada  | [ 55 ]        |
| 2011 | Kids Choice Awards Australia | «Chica más atractiva»                                                                            | Ella misma                          | Ganadora  | [ 55 ]        |
| 2011 | Kids Choice Awards Australia | «Estrella de televisión favorita»                                                                | Victorious                          | Nominada  | [ 55 ]        |
| 2011 | Imagen Awards                | «Mejor actriz joven - Televisión»                                                                | Victorious                          | Nominada  | [ 56 ]        |
| 2011 | ALMA Awards                  | «Actriz de televisión favorita - Papel protagónico en una comedia»                               | Victorious                          | Nominada  | [ 57 ] [ 58 ] |
| 2011 | NAACP Image Awards           | «Mejor actuación en un programa juvenil, infantil (Serie o especial)»                            | Victorious                          | Nominada  | [ 59 ]        |
| 2011 | Bravo Otto                   | Super Female TV Star                                                                             | Victorious                          | Bronce    | [ 60 ]        |
| 2012 | Kids Choice Awards           | «Actriz de televisión favorita»                                                                  | Victorious                          | Nominada  | [ 61 ]        |
| 2012 | Hollywood Teen TV Awards     | «Actriz de televisión favorita»                                                                  | Victorious                          | Nominada  | [ 62 ]        |
| 2012 | Young Artist Awards          | «Mejor actuación en una serie de televisión - Actriz joven recurrente entre 17 y 21 años»        | ICarly                              | Nominada  | [ 63 ]        |
| 2012 | Imagen Awards                | «Mejor actriz joven - Televisión»                                                                | Victorious                          | Nominada  | [ 64 ] [ 65 ] |
| 2012 | ALMA Awards                  | «Actriz de televisión favorita - Comedia»                                                        | Victorious                          | Nominada  | [ 66 ] [ 67 ] |
| 2012 | Do Something Awards          | «Estrella de televisión: Femenina»                                                               | Ella misma                          | Nominada  | [ 68 ]        |
| 2012 | Nickelodeon SlimeFest        | Aussie's Fave Hottie                                                                             | Ella misma                          | Ganadora  | [ 69 ]        |
| 2012 | Nickelodeon SlimeFest        | Aussie's Fave Nick Star                                                                          | Victorious                          | Ganadora  |               |
| 2013 | Kids Choice Awards           | «Actriz de televisión favorita»                                                                  | Victorious                          | Nominada  | [ 70 ]        |
| 2013 | Kids Choice Awards Australia | «Estrella de Nick Australia favorita»                                                            | Victorious                          | Ganadora  | [ 71 ]        |
| 2013 | Kids Choice Awards Australia | «Estrella más atractiva»                                                                         | Ella misma                          | Ganadora  | [ 72 ]        |
| 2013 | Imagen Awards                | «Mejor actriz joven - Televisión»                                                                | Victorious                          | Nominada  | [ 73 ]        |
| 2015 | Fun & Fearless Latina Awards | "Latina of the Year"                                                                             | Ella misma                          | Ganadora  |               |
| 2017 | Victoria's Secret            | "Sexiest Smile"                                                                                  | Ella misma                          | Ganadora  | [ 74 ]        |
| 2018 | BreakTudo Awards             | International Instagrammer                                                                       | Ella misma                          | Ganadora  | [ 75 ]        |
| 2023 | BreakTudo Awards             | Anthem of the Year                                                                               | "Only a Stranger"                   | Nominada  | [ 76 ]        |